# Рабство в Ірландії

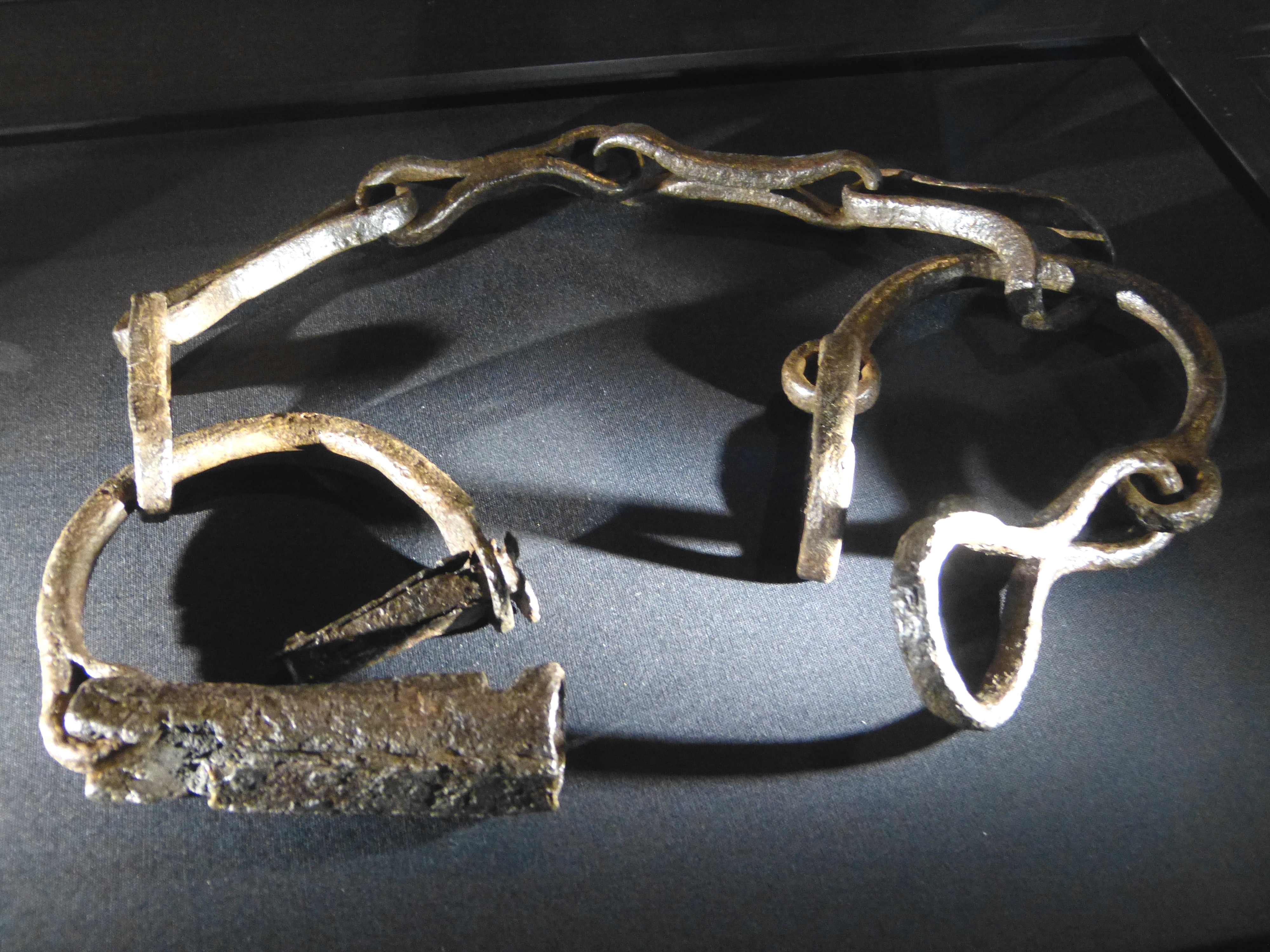
Ланцюг раба епохи вікінгів (знайдений у Німеччині)

Рабство в Ірландії вже існувало століттями, коли вікінги почали засновувати свої прибережні поселення, але саме за часів правління норвезько-гельського королівства Дублін воно досягло свого піку в XI столітті.

## Історія

### Гельська Ірландія

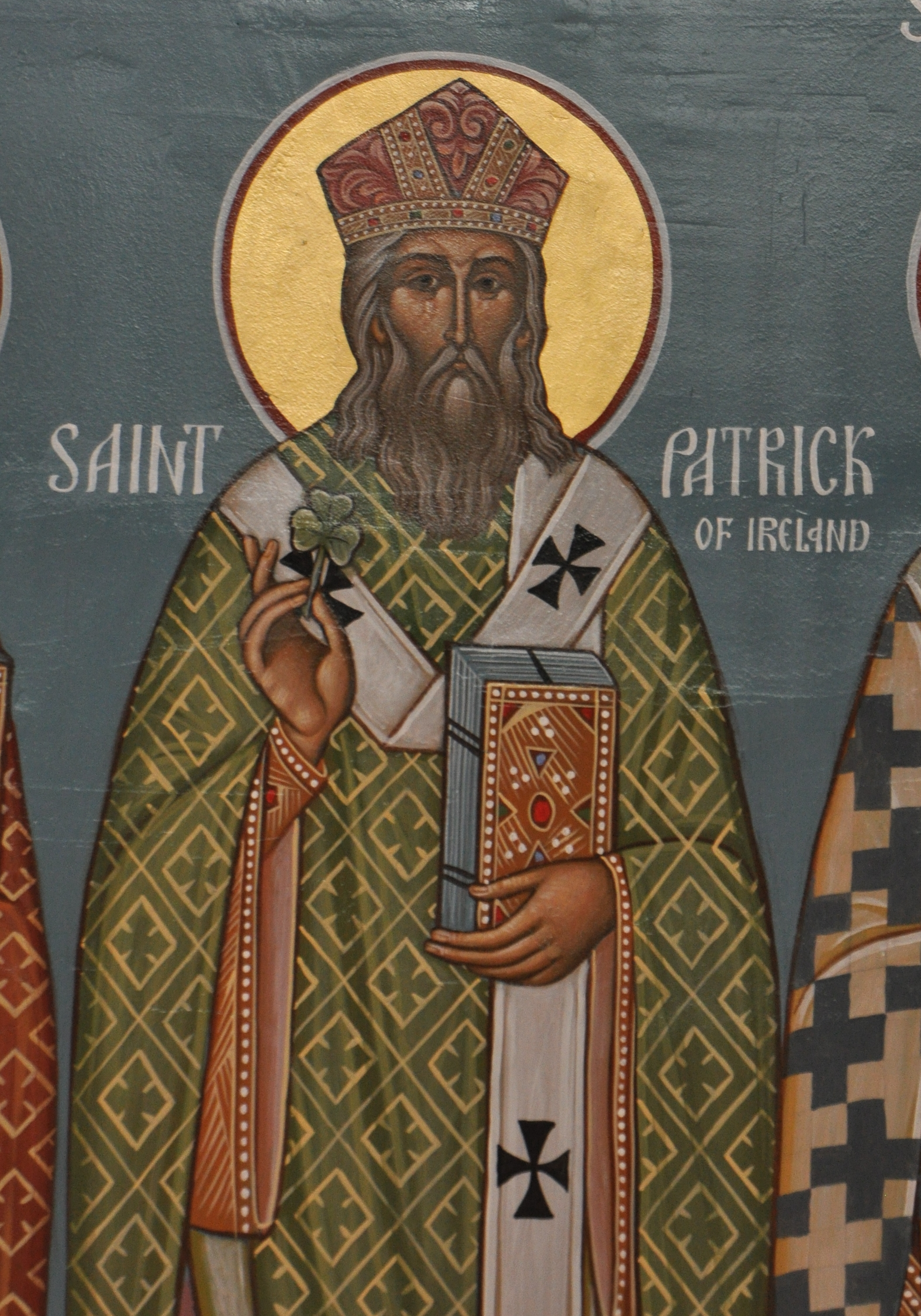
У молодості Святого Патріка викрали ірландські пірати, перевезли до Ірландії та продали в рабство.

Ранньосередньовічні юридичні тексти містять багатство знань про практику рабства. Протягом двох століть після падіння Західної Римської імперії гельські загарбники викрадали та поневолювали людей з усього Ірландського моря, що дестабілізувало Римську Британію. Так, гельські пірати викрали Святого Патріка.
У Законах Брехона, Сенхус Мор [Шанахус Мор] та Книзі Акаїла [Ак'іл] daer fuidhir («підневільний») — це назва, яку застосовували до всіх, хто не належав до клану, незалежно від того, чи народився він на території клану, чи ні. Це був найнижчий з трьох класів невільних людей. Цей клас також поділявся на saer і daer, причому daer fuidhirs були класом, найбільш схожим на рабів. Навіть це найнижче становище не було абсолютно безнадійним, оскільки було можливим просування по статусі, причому в постійному режимі. Тому всі сім'ї не залишалися назавжди в такому рабстві, а мали можливість поступово підніматися від нижчого до вищого ступеня відповідно до певної шкали прогресу, якщо тільки вони не скоїли якогось злочину, який зупинив би цей прогрес і відкинув би їх ще нижче. Рабів можна було отримати через війну, купівлю та шлюб з чужинцями. Успадковуваність рабства залежала від точних початкових стосунків, в той час як фуідери розглядалися як перехідний статус, після трьох поколінь служіння одному пану їхні діти підпадали під категорію senchléithe, подібну до напівспадкового статусу кріпака, в той час як законодавчі тексти також містять деталі низхідної мобільності.

### Доба вікінгів
З IX по XII століття важливим центром работоргівлі був вікінгський/норвезько-гельський Дублін, що призвело до зростання рабства. 870 року вікінги, найімовірніше, на чолі з Олафом Білим та Іваром Безкістним, обложили та захопили фортецю замок Дамбартон (Альт Клут), столицю королівства Стратклайд у Шотландії, а наступного року вивезли більшість мешканців цього місця на Дублінський ринок рабів.
Коли вікінги заснували ранньоскандинавський Дублін у 841 році, вони започаткували невільничий ринок, на якому продавали траллів, захоплених як в Ірландії, так і в інших країнах, таких далеких, як мусульманська Іспанія, а також відправляли ірландських рабів аж до Ісландії, де гелли становили 40 % населення, та Анатолії. 875 року ірландські раби в Ісландії розпочали найбільше повстання рабів у Європі з часів кінця Римської імперії, коли раби Хьорлейфра Хурмарссона вбили його і втекли до Вестманнаейяра. Майже всі зафіксовані рейди по рабів у цей період відбувалися в Ленстері та південно-східному Ольстері; хоча майже напевно була схожа активність на півдні та заході, зафіксовано лише один рейд з Гебридських островів на Аранські острови.
У XI столітті рабство поширилося по всій Ірландії. Цьому сприяв розквіт портовтх міст, побудованих вікінгами, а Дублін став найбільшим ринком рабів у Західній Європі. Його основними джерелами постачання були ірландські глибинки, Вельс та Шотландія. Ірландська работоргівля почала занепадати після того, як Вільгельм Завойовник близько 1080 року закріпив контроль над англійським та валлійським узбережжями. Вона зазнала серйозного удару, коли 1102 року нормани скасували рабство в Англії. Армазький собор 1171 року звільнив усіх англійців та англійок, які були поневолені в Ірландії. З постанови Армського собору було зрозуміло, що англійці продають своїх дітей в рабство. «Бо англійський народ дотепер по всьому своєму королівству на загальну шкоду свого народу звик продавати своїх синів і родичів в Ірландію, виставляти своїх дітей на продаж в рабство, ніж терпіти будь-яку потребу або нужду».

### Берберська работоргівля
Балтимор був спустошений 1631 року під час «розграбування Балтимора» — набігу берберських піратів з Османського Алжиру або Сале (Марокко). Від 100 до 237 осіб було викрадено і продано в работоргівлю в Берберії з яких лише двоє чи троє знову побачили Ірландію.

### Атлантична работоргівля
Як і в інших країнах Європи, Азії та Африки в цей час, в Ірландії були люди, народжені в період між 1660 і 1815 роками, які брали участь в атлантичній работоргівлі. Бібліотекар Ліам Гоґан описав, як ірландські купці отримували прибуток від торгівлі, здебільшого опосередковано як постачальники «товару».
Наприклад, Вільям Ронан працював на Королівську африканську компанію і став головою комітету купців у замку Кейп-Кост на Золотому узбережжі (сучасна Гана), який керував одним з найбільших у світі невільничих ринків у період з 1687 по 1697 рік. Антуан Волш, француз ірландського походження та видатний якобіт, який проживав у Нанті, використав своє багатство, отримане від работоргівлі, для фінансування повстання якобітів 1745 року. Бенджамін МакМахон вісімнадцять років працював наглядачем на ямайських плантаціях, згодом став аболіціоністом і написав про свій досвід. Ірландець Девід Тьюї, який народився в Тралі, емігрував до Ліверпуля і став капітаном на невільничих кораблях, а потім оселився в місті, щоб керувати своєю бізнес-діяльністю, яка включала работоргівлю. Фелікс Доран (1708—1776) — ірландський католик, народився в Ірландії і переїхав до Ліверпуля, де дуже розбагатів на работоргівлі, профінансувавши щонайменше 69 рейсів невільників.

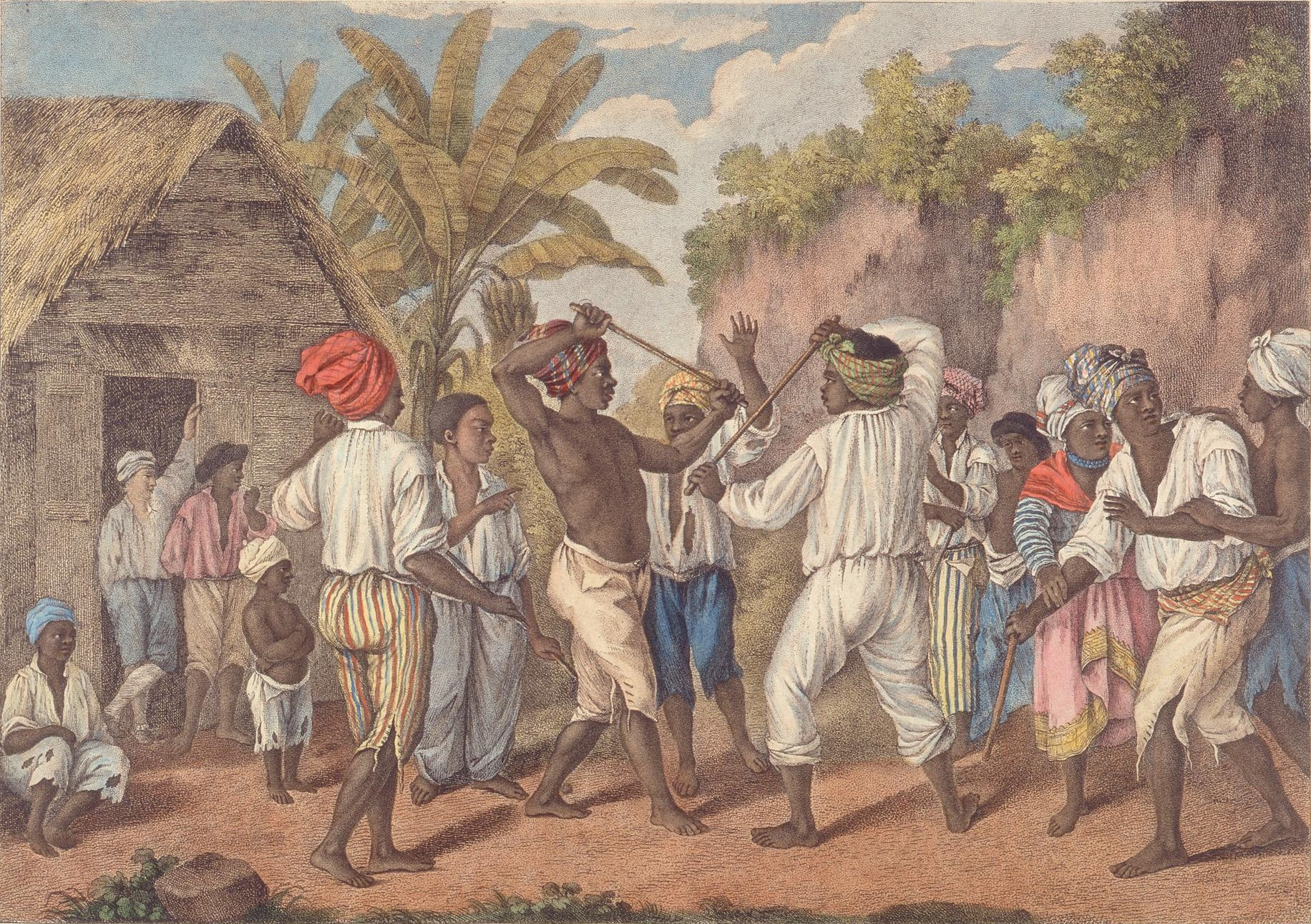
Раби б'ються палицями. Ліворуч стоїть білий найнятий слуга.

На кількох Карибських островах є значні ірландські громади, що походять від кріпаків, депортованих з Ірландії колоніальною британською владою після завоювання ірландських плантацій у XV—XVI ст. Причому на Монтсерраті, колись були великі англо-ірландські цукрові плантації, які залежали від рабської праці.
Відомий борець за громадянські права США Джессі Джексон визнає своє походження від «шотландсько-ірландських» рабовласників (тобто колоніальних поселенців з Британії, які прибули до Ірландії в XVII столітті під час коронної «плантації Ольстера»), власників плантацій у Південній Кароліні.
Прапрадід сенатора США Мітча Макконнелла, рабовласник з Ольстера та Шотландії, також прибув до США з Ірландії. Макконнелл згадав цю сімейну історію під час президентської виборчої кампанії в Сполучених Штатах 2020 року, щоб порівняти себе з Бараком Обамою.
База даних «Спадщина британського рабства» UCL ідентифікує ірландських рабовласників, які отримали компенсацію від британського уряду після скасування легального рабства в Британській імперії.

### Сучасність
У 2018 році Державний департамент США розкритикував Ірландію за «невідповідність мінімальним стандартам для ліквідації торгівлі людьми»; види сучасного рабства та примусової праці включають проституцію, траулерний промисел та домашню роботу.

## Додаткова інформація
- Holm, P (1986). The Slave Trade of Dublin, Ninth to Twelfth Centuries. Peritia. 5: 317—345. doi:10.1484/J.Peri.3.139. ISSN 0332-1592.
- Wyatt, D (2009). Slaves and Warriors in Medieval Britain and Ireland, 800–1200. The Northern World. Т. 45. Leiden: Brill. ISBN 978-90-04-17533-4. ISSN 1569-1462.
- Wyatt, D (2014). Slavery, Power and Cultural Identity in the Irish Sea Region, 1066–1171. У Sigurðsson, JV; Bolton, T (ред.). Celtic-Norse Relationships in the Irish Sea in the Middle Ages, 800–1200. The Northern World: North Europe and the Baltic c. 400–1700 AD. Peoples, Economics and Cultures (series vol. 65). Leiden: Brill. с. 97—108. ISBN 978-90-04-25512-8. ISSN 1569-1462.